# Northern Nakhon Mae Sot United FC
Der Northern Nakhon Mae Sot United Football Club (Thai: สโมสรฟุตบอลนอร์ทเทิร์น นครแม่สอด ยูไนเต็ด) ist ein thailändischer Fußballverein aus Mae Sot in der westlichen Provinz Tak. Der Verein spielt in der Northern Region der dritten Liga.
Die Mannschaft ist auch unter dem Namen Kings of West (ราชันตะวันตก) bekannt.

## Vereinsgeschichte
Der Verein wurde 2016 gegründet und startete in der vierten Liga, der Thai Division 3 Tournament, Northern-Region. Mit Einführung der Ligareform 2017 wurde der Verein der Thailand Amateur League zugeteilt. Hier spielte man ebenfalls in der Northern-Region. Nachdem man 2017 Meister geworden ist stieg der Verein in die vierte Liga auf. Hier trat der Verein in der Northern Region an.

## Vereinserfolge
- Thailand Amateur League – North: 2017  ▲

## Stadion
Seine Heimspiele trägt der Klub im Five Border Districts Stadium (Thai: สนามกีฬา 5 อำเภอชายแดน) in Mae Sot, das in der Provinz Tak liegt, aus. Das Stadion hat ein Fassungsvermögen von 2500 Personen.

### Spielstätten
| Saison   | Stadion                       | Standort | Kapazität | Eigentümer | Koordinaten                   |
| -------- | ----------------------------- | -------- | --------- | ---------- | ----------------------------- |
| bis 2022 | Naresuan Maharaj Stadium      | Mae Sot  |           |            |                               |
| 2022 bis | Five Border Districts Stadium | Mae Sot  | 2500      |            | 16° 44′ 7,4″ N, 98° 33′ 52″ O |

## Saisonplatzierung
| Saison                            | Liga                                         | Liga                     | Liga                     | Liga                     | Liga                     | Liga                     | Liga                     | Liga                     | Liga                     | Pokal                    | Pokal                    | Pokal                    |
| Saison                            | Liga                                         | Level                    | Spiele                   | S                        | U                        | N                        | Tore                     | Punkte                   | Position                 | FA Cup                   | League Cup               | T3 Cup                   |
| Nakhon Mae Sot United FC          | Nakhon Mae Sot United FC                     | Nakhon Mae Sot United FC | Nakhon Mae Sot United FC | Nakhon Mae Sot United FC | Nakhon Mae Sot United FC | Nakhon Mae Sot United FC | Nakhon Mae Sot United FC | Nakhon Mae Sot United FC | Nakhon Mae Sot United FC | Nakhon Mae Sot United FC | Nakhon Mae Sot United FC | Nakhon Mae Sot United FC |
| --------------------------------- | -------------------------------------------- | ------------------------ | ------------------------ | ------------------------ | ------------------------ | ------------------------ | ------------------------ | ------------------------ | ------------------------ | ------------------------ | ------------------------ | ------------------------ |
| 2016                              | Thai Division 3 Tournament – Northern Region | 4                        | 3                        | 1                        | 1                        | 1                        | 13:2                     | 4                        | 5. – 8.                  |                          |                          |                          |
| 2017                              | Thailand Amateur League – North              | 5                        | 7                        | 4                        | 3                        | 0                        | 20:5                     | 15                       | 1. ▲                     |                          |                          |                          |
| 2018                              | Thai League 4 – North                        | 4                        | 18                       | 7                        | 8                        | 3                        | 22:17                    | 29                       | 4.                       | 1. Runde                 |                          |                          |
| 2019                              | Thai League 4 – North                        | 4                        | 27                       | 10                       | 8                        | 9                        | 48:26                    | 38                       | 6.                       |                          | 2. Qualifikationsrunde   |                          |
| 2020/21                           | Thai League 4 – North                        | 4                        | 2                        | 0                        | 1                        | 1                        | 0:2                      | 1                        | 8.                       |                          |                          |                          |
| 2021/22                           | Thai League 3 – North                        | 3                        | 22                       | 5                        | 5                        | 12                       | 13:22                    | 20                       | 8.                       |                          |                          |                          |
| 2022/23                           | Thai League 3 – North                        | 3                        | 22                       | 4                        | 7                        | 11                       | 12:25                    | 19                       | 10.                      |                          | 1. Qualifikationsrunde   |                          |
| Northern Nakhon Mae Sot United FC |                                              |                          |                          |                          |                          |                          |                          |                          |                          |                          |                          |                          |
| 2023/24                           | Thai League 3 – North                        | 3                        | 20                       | 5                        | 8                        | 7                        | 23:28                    | 23                       | 5.                       |                          | 1. Qualifikationsrunde   | 2. Qualifikationsrunde   |
| 2024/25                           | Thai League 3 – North                        | 3                        | 20                       | 6                        | 4                        | 10                       | 20:31                    | 22                       | 8.                       | –                        | 1. Runde                 | Achtelfinale             |

| Abbruch nach dem zweiten Spieltag aufgrund der COVID-19-Pandemie |

## Beste Torschützen seit 2017
| Saison  | Name                                    | Tore |
| ------- | --------------------------------------- | ---- |
| 2017    | Anupab Chimpalee                        | 4    |
| 2018    | Wichaya Pornprasart Chokchai Wongchampa | 3    |
| 2019    | Prasit Saenkhamiue                      | 8    |
| 2020/21 |                                         |      |
| 2021/22 | Ekue Andre Houma                        | 3    |
| 2022/23 | Apisit Bunsrikul Sakul Poonoy           | 2    |
| 2023/24 | Ekue Andre Houma                        | 8    |
| 2024/25 |                                         |      |

## Trainerchronik
| Trainer          | Nation   | von          | bis              |
| ---------------- | -------- | ------------ | ---------------- |
| Apisit Im-Amphai | Thailand | 21. Mai 2021 | 25. Oktober 2021 |
| Ekkachai Poolsri | Thailand | 2022         |                  |

## Aktueller Kader
Stand: 1. Februar 2025
| Nr. |          | Position | Name                     |
| --- | -------- | -------- | ------------------------ |
| 3   | Kamerun  | AB       | Tewidikum Tha Nivan      |
| 5   | Thailand | AB       | Nattawat Khirawray       |
| 7   | Thailand | MF       | Prasit Saenkhamlue       |
| 8   | Thailand | MF       | Surachat Srikamonwan     |
| 9   | Thailand | ST       | Apisit Bunsrikul         |
| 10  | Thailand | ST       | Chatchawan Kaewkanya     |
| 12  | Thailand | MF       | Sawat Guntama            |
| 14  | Thailand | MF       | Athisak Sumathee         |
| 15  | Thailand | MF       | Sutthiphat Phophrm       |
| 16  | Thailand | AB       | Phiphat Sueaphin         |
| 17  | Thailand | AB       | Navaphon Aroonsangtichai |
| 18  | Thailand | AB       | Natthaphon Puangtaptim   |
| 19  | Thailand | TW       | Siriphop Jhongoonklang   |
| 21  | Thailand | MF       | Sakul Poonoy             |
| 22  | Agypten  | MF       | Rungradid Drchuppakarn   |

| Nr. |          | Position | Name                  |
| --- | -------- | -------- | --------------------- |
| 23  | Togo     | ST       | Ekue Andre Houma      |
| 25  | Thailand | TW       | Parinya Pomjean       |
| 27  | Thailand | AB       | Kitjapon Santan       |
| 29  | Kamerun  | AB       | Cedrick Platini Kakam |
| 30  | Thailand | AB       | Pitsanu Ngamsanguan   |
| 31  | Thailand | ST       | Jaturong Aiyarakhom   |
| 32  | Thailand | MF       | Mananchai Pawiang     |
| 33  | Thailand | AB       | Theeradol Khaminkaew  |
| 34  | Thailand | MF       | Tontrakan Tanang      |
| 37  | Thailand | AB       | Sittichai Boonsom     |
| 42  | Thailand | AB       | Jhirayut Tibplaeng    |
| 48  | Thailand | TW       | Narongdej Phoempoon   |
| 55  | Thailand | AB       | Arthit Aueafuela      |
| 69  | Thailand | AB       | Jedsadakron Promkhot  |
| 77  | Thailand | MF       | Natcha Tathip         |
| 99  | Thailand | ST       | Chatchai Nakwichit    |

## Sponsoren
| Jahr | Ausrüster | Trikotsponsor      |
| ---- | --------- | ------------------ |
| 2017 | Warrix    | kein Trikotsponsor |
| 2018 | H2H       | kein Trikotsponsor |
| 2019 | Deffo     | Hengsheng          |
| 2020 |           |                    |